# Gräsbergstjärnen (Älvdalens socken, Dalarna)
Gräsbergstjärnen är en sjö i Älvdalens kommun i Dalarna och ingår i Dalälvens huvudavrinningsområde.